# Esterella aciculata
Esterella aciculata är en stekelart som först beskrevs av Sharma och Gupta 1985.  Esterella aciculata ingår i släktet Esterella och familjen bracksteklar. Inga underarter finns listade i Catalogue of Life.